# Philemon subcorniculatus
El filemón de Seram o filemón de cuello gris (Philemon subcorniculatus) es una especie de ave paseriforme de la familia Meliphagidae endémica de la isla de Ceram en el archipiélago de las islas Molucas.